# Змієящірка туркменська
Змієящірка туркменська (Ophiomorus chernovi) — вид ящірок родини сцинкових (Scincidae). Поширений у Західній Азії. Мешканець аридних напівпустель та передгір'їв. 

## Опис
Ящірка середнього розміру. Довжина тіла від кінчика морди до клоаки (L.) до 95 мм. Хвіст (L.cd.) відносно короткий, потовщений біля основи, співмірний із довжиною тулуба з головою: відношення  L./L.cd. складає 0,91—1,10. Передні та задні кінцівки дуже малі, трипалі. Задні кінцівки довші за передні. Очі маленькі; на рухливих нижніх повіках є по одному прозорому овальному диску. Ушний отвір відсутній.

### Лускатий покрив
Тіло вкрите досить крупною гладенькою лускою. Навколо середини тулуба (Sq.) 24 луски. Анальний щиток розділений (1/1). Середній поздовжній ряд на нижній поверхні хвоста трохи розширений. 
Голова вкрита великими симетричними щитками. Міжщелепний щиток виступає за передній край морди, звисаючи над ротової щілиною. Його задній край сильно завернутий на верх морди, але не стосується лобоносового щитка, від якого відділений  верхньоносовими щитками. Великий лобний щиток торкається спереду з лобоносовим, а ззаду — з тім'яним щитками. Надочних щитків 2. Міжтім'яний щиток дуже великий.  

### Забарвлення
Забарвлення верхньої сторони тіла палево-кремове або коричневе. Уздовж середини шиї, спини і хвоста 2 коричневі вузькі смужки, які зливаються на голові. З боків тулуба, починаючись від ніздрів, проходить широка коричнювата смуга, на якій зазвичай виділяються 3 вузькі смужки або лінії, що складаються з окремих, темніших рисок або цяток. З боків хвоста зазвичай по 2 таких же лінії. Кінець хвоста часто в дрібних темних цятках.

## Поширення
Вид поширений у Північно-Східному Ірані та на самому півдні Туркменістану.

## Особливості біології
Населяє напівпустелі та прилеглі аридні передгір'я, де тримається ділянок із легкими ґрунтами. У Туркменістані зустрічається на піщаних ділянках з ріденькими деревами та розрідженою трав'янистою рослинністю. Веде напівриючий спосіб життя. 
Належить до яйцекладних ящірок. Самиця відкладає здебільшого по 2 яйця. Втім процес розмноження ще не достатньо вивчений.
Харчується головним чином комахами та їх личинками, а також дрібними павуками, скорпіонами та іншими безхребетними. 

## Охорона
Стан більшості природних популяцій виду в межах  ареалу залишається більш-менш стабільним. Саме тому він, згідно Червоного списку МСОП, отримав охоронний статус «відносно благополучний вид». Занесений до Червоної книги Туркменістану. Охороняється в Бадхизькому заповіднику.